# Remels

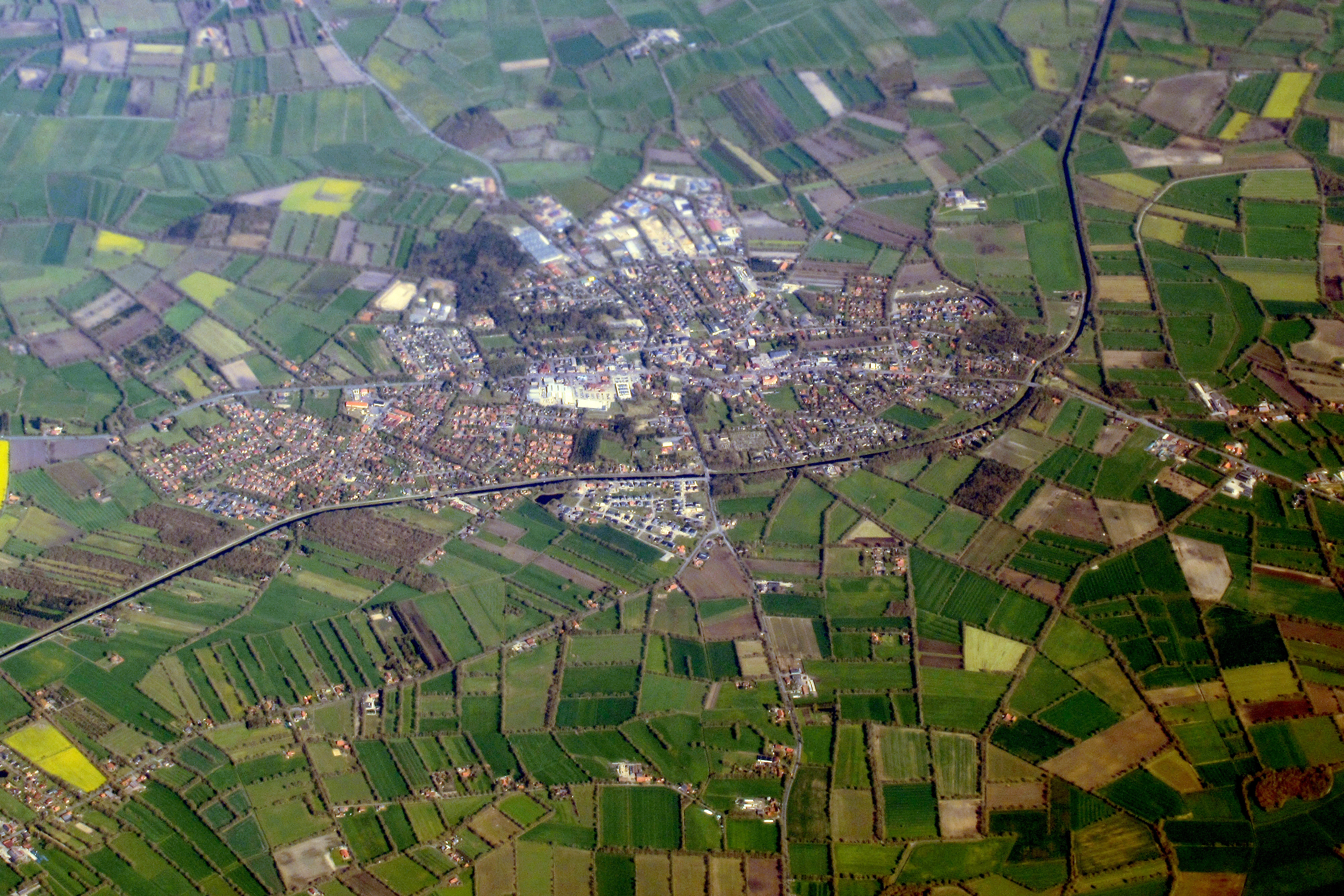
Remels

Remels ist als Streusiedlung mit rund 3400 Einwohnern der mit weitem Abstand größte Ortsteil von Uplengen im ostfriesischen Landkreis Leer. In der Raumordnung des Landes Niedersachsen wird der Hauptort als Grundzentrum für die Gemeinde geführt.

## Geographie und Lage
Die Streusiedlung Remels liegt im Zentrum der Gemeinde Uplengen auf einem von Südwest nach Nordost verlaufenden Geestrücken am Kreuzungspunkt der niedersächsischen Landesstraßen 24 und 18, etwa zehn Kilometer östlich von Hesel und rund dreizehn Kilometer westnordwestlich von Westerstede entfernt. Der Ort befindet sich auf Podsol-Böden, die bis auf Höhen von 4,6 m bis 10,5 m ü. NHN ansteigen. Im Norden grenzt ein Bereich mit Plaggenesch (unterlagert von Pseudogley-Braunerde) an, im Südwesten ein Bereich mit Gleygrund.

## Geschichte
Das Ortsgebiet ist seit der Frühzeit besiedelt. Dies ist durch mehrere prähistorische Funde bezeugt. Der erhöhte Ort, an dem sich heute die Kirche befindet, bildete eine Insel im vom Moor umschlossenen Gebiet. Remels ist einer der wenigen Orte in Ostfriesland, an denen auch heute noch obertägig sichtbare Grabhügel zu finden sind. Bei Ausgrabungen im Jahre 2006 kamen vorgeschichtliche Siedlungsreste (Pfostenlöcher und Gruben) zutage sowie eine Feuersteinklinge, die vermutlich in das späte Neolithikum zu datieren ist. Im Bereich des geplanten Neubaugebietes Feldkamp entdeckten Archäologen Hinweise auf bronzezeitliche Grabanlagen und eine wohl dazugehörige Siedlung.
Eine kontinuierliche Besiedelung ist seit dem 9. Jahrhundert belegt. Aus dieser Zeit datieren 2007 entdeckte Siedlungsspuren, darunter mehrere Pfostenlöcher, die teilweise in Reihen liegen, und Brunnen. Mittels der Pfostengruben konnte bislang der Grundriss eines dreischiffigen Wohnhauses identifiziert werden, das wohl dem Typ Gasselte B zuzuordnen ist. Es war West-Ost ausgerichtet, 15 m lang und zwischen 5,75 und 7,75 m breit. Zusätzlich besaß es einen Anbau am Westende von 2,50 m Länge.
Seit dem Mittelalter ist das Dorf Hauptort des Lengenerlandes. Es war die kleinste Landschaft mit dem seinerzeit größten Kirchspiel in Ostfriesland. Im Umkreis von zwei bis vier Kilometer befinden sich die neun Loogen (Bauerschaften) Poghausen, Spols, Bühren, Großsander, Kleinsander, Jübberde, Selverde, Kleinoldendorf und Großoldendorf wie ein Kranz um den zentralen Kirchort Remels herum. Aus den Orten liefen Straßen sternförmig auf die im 13. Jahrhundert errichtete Kirche zu. Möglicherweise hatte die Kirche einen Vorgängerbau aus Holz, der bis dato noch nicht nachgewiesen werden konnte. Ein Sarkophagdeckel aus Sollinger Sandstein, der in das 11. Jahrhundert datiert wird, und ein Sandsteinsarkophag, die in unmittelbarer Nähe zur Kirche gefunden wurden, deuten auf ein frühes christliches Leben in Remels. Beide zeugen zudem davon, dass es im Lengenerland eine begüterte Schicht gegeben haben muss, die sich solch aufwändige Begräbnisse leisten konnte.
Am 1. Januar 1973 wurde Remels in die neue Gemeinde Uplengen eingegliedert. Ortsvorsteher ist Peter Walde.

## Entwicklung des Ortsnamens
Als Versammlungsort des Lengenerlandes taucht Remels bis 1500 in den Urkunden als Lengen auf. Im Jahre 1473 wird der Ort erstmals als to Remelse int dorp genannt. Die heutige Schreibweise ist seit 1589 geläufig. Über die Deutung des Namens herrscht Unklarheit. Vermutet wird eine -ingi-Ableitung zum Rufnamen Remmel. Eine weitere Deutung stützt sich auf die Lage des Ortes, die auch auf eine Zusammensetzung des Rufnamens Rem(m)e mit Loh (Hain, Wald) hindeuten könnte.

## Einwohnerentwicklung
Die Ortsbevölkerung wuchs vor allem durch die Aufnahme von Vertriebenen aus den ehemaligen Ostgebieten des Deutschen Reiches beträchtlich. 1946 betrug die Zahl der Ostvertriebenen 396 von insgesamt 1601 Einwohner. Dies entsprach einem Anteil von 24,7 Prozent.
| Jahr | Einwohnerzahl |
| ---- | ------------- |
| 1821 | 360           |
| 1848 | 516           |
| 1871 | 549           |
| 1885 | 551           |
| 1905 | 685           |
| 1925 | 856           |

| Jahr | Einwohnerzahl |
| ---- | ------------- |
| 1933 | 1029          |
| 1939 | 1237          |
| 1946 | 1605          |
| 1950 | 1565          |
| 1961 | 1583          |
| 1970 | 1995          |

## Trivia
Remels wird im Gedicht „Fortsetzung der Nachtfahrt“ von Robert Gernhardt erwähnt. Gernhardt beschreibt hier eine Fahrt vom Bahnhof Augustfehn nach Remels durch die dunkle Nacht und somit, so der Germanist Tobias Eilers in seiner Dissertation, „eine Vorstellung vom Lebensende ex negativo“.

## Persönlichkeiten
- Ulfert Lüken (1895–1967), Maler, Grafiker und Galerist